# Ново Брдо Мрежничко
Ново Брдо Мрежничко је насељено место у саставу града Дуге Ресе у Карловачкој жупанији, Република Хрватска.

## Историја
До територијалне реорганизације у Хрватској насеље се налазило у саставу старе општине Дуга Реса.

## Становништво
На попису становништва 2011. године, Ново Брдо Мрежничко је имало 119 становника.

## Попис1991.
На попису становништва 1991. године, насељено место Ново Брдо Мрежничко је имало 138 становника, следећег националног састава:
| Попис 1991.‍ | Попис 1991.‍ | Попис 1991.‍ | Попис 1991.‍ | Попис 1991.‍ |
| ----------- | ----------- | ----------- | ----------- | ----------- |
|             |             |             |             |             |
| Хрвати      | Хрвати      |             | 137         | 99,28%      |
| остали      | остали      |             | 1           | 0,72%       |
| укупно: 138 |             |             |             |             |